# ماريا بيسل هوتشكيس
ماريا بيسل هوتشكيس (بالإنجليزية: Maria Bissell Hotchkiss)‏ هي مربية أمريكية، ولدت في 14 أغسطس 1827 في Salisbury, Connecticut ‏ في الولايات المتحدة، وتوفيت في 10 نوفمبر 1901 في نيويورك في الولايات المتحدة.